# Орлов Володимир Павлович
Володимир Павлович Орлов (16 серпня 1921, село Котово Маланьєвського повіту Калузької губернії, тепер Мосальського району Калузької області, Російська Федерація — 4 квітня 1999, місто Москва) — радянський державний і партійний діяч, голова Президії Верховної Ради Російської РФСР, заступник Голови Президії Верховної Ради СРСР (1985—1988). Депутат Верховної Ради Російської РФСР 6-го, 10—11-го скликань. Депутат Верховної Ради СРСР 7—11-го скликань. Член ЦК КПРС у 1971—1990. Герой Соціалістичної Праці (23.12.1976).

## Біографія
Народився в родині священника, який пізніше працював рахівником у сільській лікарні. У 1938 році закінчив середню школу.
У 1938—1942 роках — студент Івановського текстильного інституту, інженер-технолог бавовнопрядіння. У 1942—1943 роках — слухач шестимісячних курсів хіміків-технологів (перекваліфікації інженерів для оборонної промисловості) при Івановському хіміко-технологічному інституті.
У 1943—1944 роках — майстер та старший майстер, у 1944 році — заступник начальника цеху, в 1944—1945 роках — начальник цеху «Чапаєвського механічного заводу № 309» міста Чапаєвська Куйбишевської області РРФСР. У лютому — серпні 1945 року — секретар комітету ВЛКСМ «Чапаєвського механічного заводу № 309».
У серпні 1945—1951 роках — 1-й секретар Чапаєвського міського комітету ВЛКСМ Куйбишевської області.
Член ВКП(б) з 1948 року.
У 1951—1952 роках — завідувач промислово-транспортного відділу Чапаєвського міського комітету ВКП(б) Куйбишевської області.
У 1952—1954 роках — 2-й секретар Чапаєвського міського комітету КПРС Куйбишевської області.
У 1954—1958 роках — голова виконавчого комітету Чапаєвської міської ради депутатів трудящих Куйбишевської області.
У грудні 1958—1960 роках — 1-й секретар Новокуйбишевського міського комітету КПРС Куйбишевської області.
У 1960 — січні 1963 року — секретар Куйбишевського обласного комітету КПРС із будівництва.
У грудні 1962 — грудні 1964 року — голова виконавчого комітету Куйбишевської промислової обласної ради депутатів трудящих.
У грудні 1964 — листопаді 1965 року — секретар Куйбишевського обласного комітету КПРС.
У листопаді 1965 — березні 1967 року — голова виконавчого комітету Куйбишевської обласної ради депутатів трудящих.
23 березня 1967 — 25 квітня 1979 року — 1-й секретар Куйбишевського обласного комітету КПРС.
18 квітня 1979 — 26 березня 1985 року — 1-й заступник голови Ради Міністрів РРФСР.
26 березня 1985 — 3 жовтня 1988 року — голова Президії Верховної Ради Російської РФСР, заступник голови Президії Верховної Ради СРСР.
З жовтня 1988 року — персональний пенсіонер союзного значення в Москві.
У 1988—1991 роках — голова Центральної виборчої комісії по виборах народних депутатів СРСР.
Помер 4 квітня 1999 року в Москві, похований на Кунцевському кладовищі.

## Нагороди
- Герой Соціалістичної Праці (23.12.1976)
- чотири ордени Леніна (16.08.1971, 7.12.1973, 23.12.1976, 14.08.1981)
- два ордени Трудового Червоного Прапора (28.10.1948, 18.10.1965)
- медалі